# Krnci
Krnci (węg. Lendvakislak) – wieś w Słowenii, gmina Moravske Toplice. 1 stycznia 2017 liczyła 54 mieszkańców.